# Hamilton (Illinois)
Hamilton es una ciudad ubicada en el condado de Hancock, Illinois, Estados Unidos. Según el censo de 2020, tiene una población de 2753 habitantes.
Está situada a orillas del río Misisipi, que separa los estados de Illinois e Iowa. 

## Geografía
La localidad está ubicada en las coordenadas 40°23′29″N 91°21′41″O / 40.39139, -91.36139. Según la Oficina del Censo de los Estados Unidos, Hamilton tiene una superficie total de 13,87 km², de la cual 9,22 km² corresponden a tierra firme y (33,53%) 4,65 km² es agua.

## Demografía
Según el censo de 2020, hay 2753 personas residiendo en Hamilton. La densidad de población es de 298,59 hab./km². El 93,32% son blancos, el 0,91% son afroamericanos, el 0,22% son amerindios, el 0,69% son asiáticos, el 1,09% son de otras razas y el 3,78% son de una mezcla de razas. Del total de la población, el 1,93% son hispanos o latinos de cualquier raza.